# Aurélien Scholl
Pour les articles homonymes, voir Scholl.
Antoine Aurélien Scholl, né le 14 juillet 1833 à Bordeaux et mort le 16 avril 1902 à Paris 9e, est un journaliste, dramaturge, chroniqueur et romancier français.

## Biographie
Dès l'âge de 15 ans, encore au lycée, Aurélien Scholl publie dans L'Écho rochelais des feuilletons en vers, d’inspiration socialisante. Monté à Paris en 1851, il tombe en plein coup d’État du 2 décembre. Alors qu’il venait d’entrer au Corsaire, ce journal est supprimé . Il doit attendre quatre ans la fondation de l’Éclair, journal hebdomadaire de la littérature, des théâtres et de l’art, par le comte de Villedeuil, pour que sa copie lui rapporte enfin de l’argent.
Après une collaboration à divers journaux éphémères, il se fixe au Figaro, de 1857 à 1861. Passé par d'autres rédactions, il finit par créer en 1863 Le Nain jaune qu'il pose en concurrent du Figaro et dans lequel il écrit sous le pseudonyme de Balthazar.
Un beau mariage contracté en 1866 avec Irène Perkins, fille d'un riche brasseur de Londres, installe Scholl dans le Tout-Paris et lui permet de laisser libre cours à son humour cinglant. Ses articles agressifs lui firent de nombreux ennemis qui lui vaudront plusieurs duels, dont un avec Paul de Cassagnac qui le blessera grièvement. Il repoussait néanmoins avec désinvolture les cartels qui lui déplaisaient. À certain banquier, de réputation douteuse, qui tenait à croiser le fer avec lui, il avait répondu avec flegme : « — Mais alors, on vous ôtera les menottes sur le terrain ! »
En 1871, il s'oppose à la Commune de Paris. Dans une lettre de dénonciation adressée à la police, il indique où se trouve un certain Lavalette ayant participé à la Commune. Ce Lavalette est marié avec la sœur de sa femme.
Dans les années 1880, il collabore à La Justice de Clemenceau ; ils eurent l'un et l'autre comme maîtresse la comédienne Léonide Leblanc, qui fut également celle du prince Napoléon et du duc d'Aumale.
Vers la fin du XIXe siècle, de nombreux articles de presse indiqueront qu'Alfred de Musset serait le père d'une fille « cachée » et connue sous le nom de Norma Tessum Onda, pseudonyme du modèle Joséphine-Marie Ménard, né en 1854. C'est une enquête menée par Aurélien Scholl qui révélera l'existence de cette supposée paternité qui, en fait, repose sur une supercherie.
Il crée le Quotidien de Paris dont le premier numéro paraît le 12 mars 1884.
Il est rédacteur en chef mais confie la direction à Valentin Simond, plus tard directeur de L'Écho de Paris. Le journal durera jusqu'en 1938.
En 1896, le guide Paris-Parisien le considère comme le dernier des « chroniqueurs étincelants. »
À sa mort, il a été inhumé dans un caveau de famille, au cimetière de la Chartreuse à Bordeaux.

## Œuvres
- Lettres à mon domestique, 1854.
- Les Esprits malades, 1855.
- Denise, historiette bourgeoise, poème (1857)
- La Foire aux artistes : petites comédies parisiennes, Paris, 1858 (lire en ligne sur Gallica).
- Claude le borgne, 1859.
- Les Mauvais instincts, histoire d’un premier amour. L’Idiote. La Confession d’Œdipus. Denise, 1860). Réédité sous le titre Hélène Hermann, histoire d’un premier amour, 1866)
- L’Art de rendre les femmes fidèles, Paris, 1860 (lire en ligne sur Gallica).
- Aventures romanesques, Paris, 1862 (lire en ligne sur Gallica).
- Les Amours de théâtre, 1862.
- Scènes et mensonges parisiens, 1863.
- Les Gens tarés, 1865.
- Les Dames de Risquenville, 1865.
- Les Cris de paon, scandales du jour, satires de l’actualité (1866)
- L’Outrage, Paris, 1866 (lire en ligne sur Gallica).
- Les Nouveaux Mystères de Paris, Paris, 1867, 3 vol. (lire en ligne sur Gallica).
- Les Petits Secrets de la comédie, 1867.
- La Dame aux palmiers, 1873.
- Les Amours de cinq minutes, 1875.
- Les Scandales du jour, 1878)
- Fleurs d’adultère, Paris, 1880 (lire en ligne sur Gallica).
- Mémoires du trottoir, 1882.
- L’Orgie parisienne, 1883)
- Les Nuits sanglantes, Paris, 1883, 2 vol., t. 1 sur Gallica, t. 2 sur Gallica.
- Fruits défendus, 1885.
- Le Roman de Follette, choix de nouvelles (1886.
- Les Fables de La Fontaine filtrées par Aurélien Scholl, 1886)
- L’Esprit du Boulevard : La Farce politique, Paris, 1887 (lire en ligne sur Gallica).
- L’Esprit du Boulevard : Les Coulisses, Paris, 1887 (lire en ligne sur Gallica).
- Paris en caleçon, 1887.
- Paris aux cent coups, 1888)
- Peines de cœur, Paris, 1890 (lire en ligne sur Gallica).
- L’Amour appris sans maître, Paris, 1891 (lire en ligne sur Gallica).
- Les Ingénues de Paris, 1893.
- Une Chinoise, 1894)
- Tableaux vivants, Paris, 1896 (lire en ligne sur Gallica).
- L’Amour d’une morte, 1897.
- Poivre et sel, 1901.

Théâtre
- Rosalinde, ou Ne jouez pas avec l'amour, comédie en 1 acte, avec Lambert-Thiboust, Paris, Théâtre du Gymnase, 1er juillet 1859
- Jaloux du passé, comédie en 1 acte, en prose, Paris, Théâtre de l'Odéon, 23 mars 1861
- Singuliers Effets de la foudre, comédie en 1 acte, avec Théodore de Langeac, Paris, Théâtre Déjazet, 1863
- La Question d'amour, comédie en 1 acte, avec Paul Bocage, Paris, Théâtre du Gymnase, 23 avril 1864
- Les Chaînes de fleurs, comédie en 1 acte, mêlée de chant, Paris, Théâtre des Variétés, 1866
- L'Hôtel des illusions, comédie-vaudeville en 1 acte, avec Oscar-Charles Flor (dit Flor O' Squarr), Paris, Théâtre Déjazet, 6 décembre 1868
- Le Repentir, comédie-drame en 1 acte, Paris, Théâtre de l'Odéon, 10 octobre 1876
- On demande une femme honnête, comédie en 1 acte, avec Victor Koning, Paris, Théâtre des Variétés, 8 décembre 1876
- Le Nid des autres, comédie en 3 actes, Paris, Théâtre de l'Odéon, 26 janvier 1878. Écrite en collaboration avec Armand d'Artois.
- L'Amant de sa femme, scènes de la vie parisienne en 1 acte, Paris, Théâtre-Libre, 26 novembre 1890
- Les Petits Papiers, comédie en 1 acte, Théâtre de Dieppe, 12 juillet 1896

## Distinctions
- Chevalier de la Légion d'honneur au titre du ministère de l'Intérieur (décret du 7 février 1878). Parrain : Anatole de la Forge, journaliste et homme politique.
- Officier de la Légion d'honneur au titre du ministère de l'Intérieur (décret du 12 juillet 1884). Parrain : le général Gaston d'Andlau, sénateur.

## Caricatures

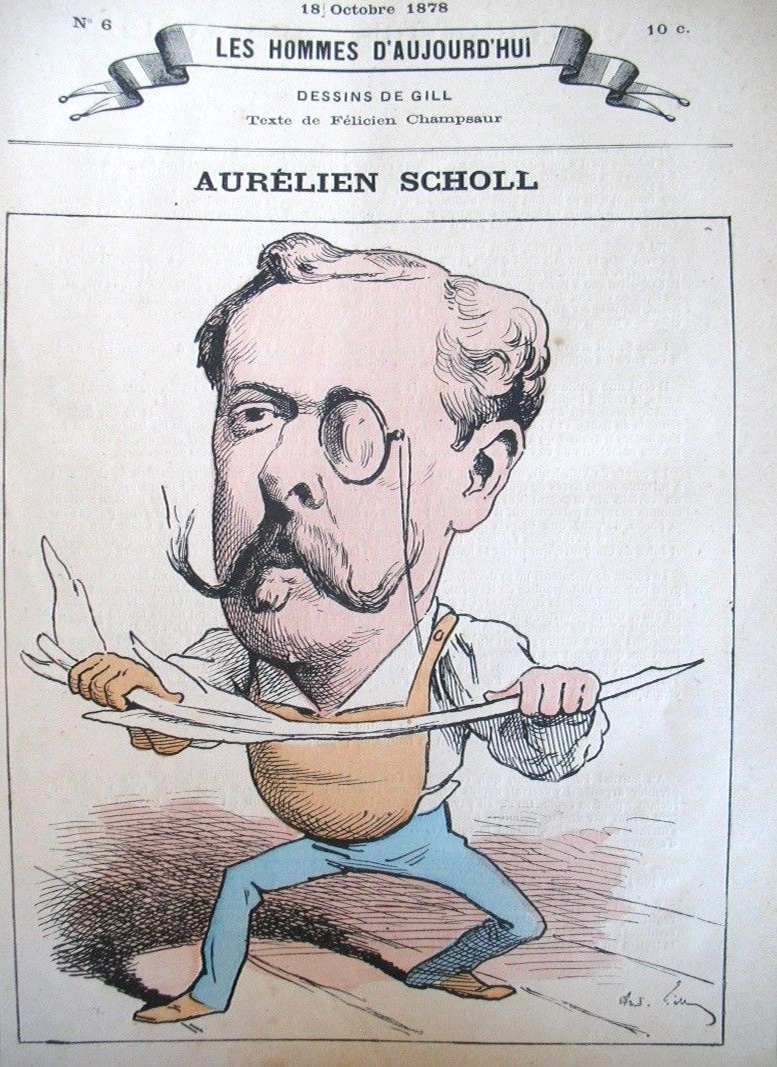
Caricature par André Gill dans Les Hommes d’aujourd’hui (1878).
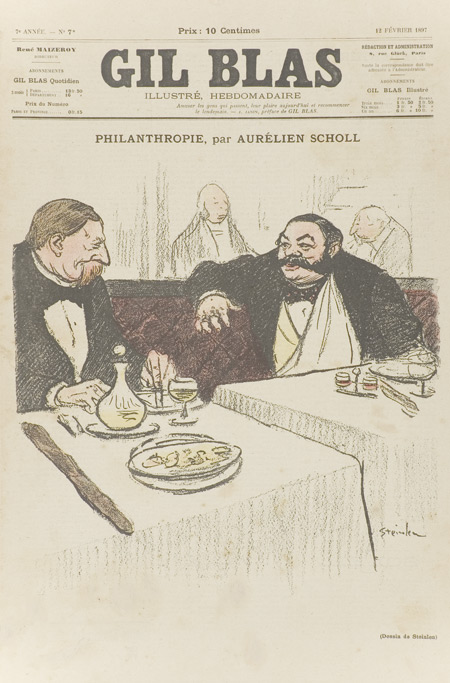
Philanthropie Nouvelle d'Aurélien Schnoll. Illustration de Steinlen.
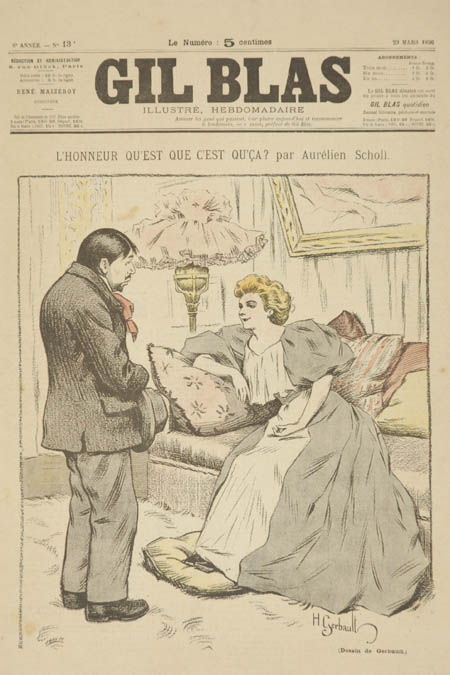
– L'honneur, qu'est-ce que c'est qu'ça ? Nouvelle d'Aurélien Schnoll. Illustration d’Henry Gerbault.
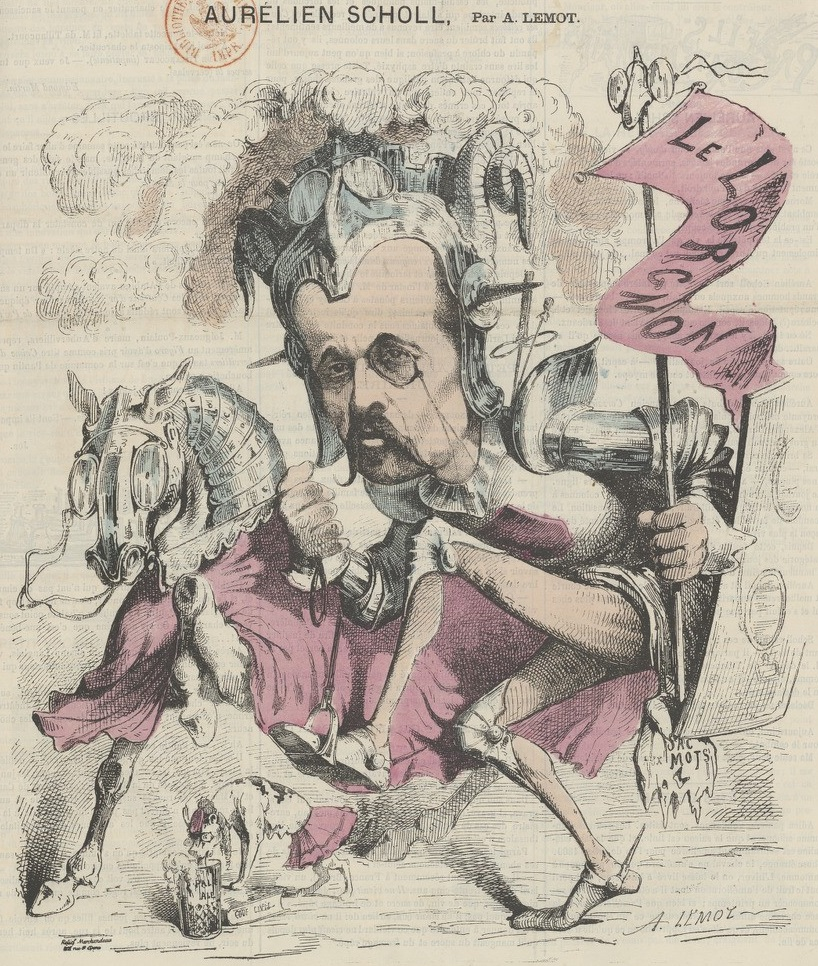
Le Lorgnon par Achille Lemot dans Le monde pour rire (1846).